# Commission gouvernementale de Sigmaringen
Entités précédentes :
- Gouvernement Pierre Laval VI

Entités suivantes :
- Aucune ( Gouvernement Charles de Gaulle I en place sur le territoire français)

La Commission gouvernementale de Sigmaringen, nom historique de la Délégation gouvernementale française pour la défense des intérêts français en Allemagne, puis de la Commission gouvernementale française pour la défense des intérêts nationaux (6 septembre 1944 – 26 avril 1945), était le gouvernement en exil de la France vichyste, installée par les autorités allemandes dans une enclave française spécialement décidée et créée par Hitler au sein du Reich, dans l'ancien château des Hohenzollern-Sigmaringen, dans la petite ville souabe de Sigmaringen, au sud-ouest de l'Allemagne, qui réunissait les derniers ultras de la collaboration française avec le régime nazi.

## Contexte militaire et diplomatique

### Début de la libération de la Métropole
Les Alliés ont pris pied en France continentale le 6 juin 1944 et progressent en tous sens et notamment vers Paris qui est libérée le 25 août. Le 15 août 1944, ils ont également débarqué en Provence, ouvrant un second front qui progresse rapidement vers le nord. La libération de la France s'accélère et pour les collaborateurs du Troisième Reich, l'espoir s'amenuise rapidement : l'Allemagne recule en effet de toutes parts, que ce soit en Italie, où Rome a été libérée le 4 juin, ou sur le front de l'Est où les Soviétiques ont lancé le 22 juin la puissante opération Bagration qui écrase l’armée allemande et ses alliés. L'Allemagne elle-même est touchée par des bombardements à grande échelle, qui s'intensifient particulièrement en 1944.
Le jeudi 17 août 1944, Pierre Laval, chef du gouvernement et ministre des Affaires étrangères tient à Paris son dernier conseil de gouvernement avec cinq ministres. Il tente de réunir ce qui reste de la XVIe législature de l'ancienne république parlementaire avec l'accord des Allemands dans le but de lui remettre le pouvoir et de barrer ainsi la route aux communistes et à de Gaulle. À cette fin, il obtient l'accord de l'ambassadeur allemand Otto Abetz pour ramener Édouard Herriot (président de la Chambre des députés) à Paris. Mais les ultra-collaborationnistes Marcel Déat et Fernand de Brinon protestent auprès des Allemands, qui changent d'avis : ils emmènent Laval à Belfort ainsi que des restes de son gouvernement « pour assurer sa sécurité légitime » et arrêtent Édouard Herriot.

### Pressions allemandes sur le gouvernement de Vichy
Les Allemands veulent maintenir un « Gouvernement français » avec l'espoir de stabiliser le front dans l'Est de la France et dans le cas d'une éventuelle reconquête. 
Ce même jeudi 17 août, à Vichy, Cecil von Renthe-Fink, ministre délégué allemand, demande à Pétain d'aller en zone nord, mais celui-ci refuse et demande une formulation écrite de cette exigence. 
Le vendredi 18, Cecil von Renthe-Fink renouvelle sa requête par deux fois. 
Le samedi 19, à 11 h 30, Cecil von Renthe-Fink revient à l'hôtel du Parc, résidence du maréchal, accompagné du général von Neubroon qui indique qu'il a des « ordres formels de Berlin ». Le texte suivant est soumis à Pétain : « Le gouvernement du Reich donne instruction d’opérer le transfert du chef de l’État, même contre sa volonté. » Devant le refus renouvelé du maréchal, les Allemands menacent de faire intervenir la Wehrmacht pour bombarder Vichy. Après avoir pris à témoin l'ambassadeur de Suisse, Walter Stucki, du chantage dont il est l’objet, Pétain se soumet.

### Transfert des autorités en Allemagne
Le dimanche 20 août 1944, les Allemands emmènent le maréchal Pétain, contre son gré, de Vichy au château de Morvillars à côté de Belfort,. 
Pétain, dès son départ de Vichy, se considérant avec ses ministres comme prisonniers, décide de cesser ses fonctions, et donc de ne plus prendre de décision pour protester. Laval fait de même.  
Pétain et Laval sont suivis par des fidèles et collaborateurs du régime allemand, comme Joseph Darnand et une partie de la Milice, ou Marcel Déat qui s'installe à Nancy.  
Les refus de Pétain et de Laval et le souhait par les autorités allemandes d'une apparence d'un certain légalisme, vont entrainer des négociations entre les autorités allemandes et plusieurs personnalités de Vichy dans un contexte de fortes rivalités entre elles.

## Négociations pour un nouveau gouvernement
Des négociations se déroulent du 23 août 1944 au 1er septembre 1944 à Steinort, village de province de Prusse-Orientale, dans le château où est installé Joachim von Ribbentrop, le ministre des Affaires étrangères du Reich, à proximité du quartier-général d'Hitler, la Wolfsschanze. Fernand de Brinon, délégué général de Vichy en zone occupée, paraît le seul à avoir la légitimité, mais les Allemands ne le voient que comme une solution transitoire. Marcel Déat, replié sur Nancy, souhaite mettre en place un gouvernement « national-révolutionnaire » pro-allemand. Jacques Doriot est, avec une partie de ses militants du PPF, réfugié à Neustadt an der Weinstraße, dans le Palatinat, auprès du Gauleiter Josef Bürckel dont il espère le soutien auprès de Hitler pour un gouvernement révolutionnaire et anticommuniste.
Une première rencontre entre Brinon et von Ribbentrop a lieu le 23 août 1944 à Steinort. Le 25 août 1944, Brinon refuse une invitation de Hitler à se rendre à son QG, mais y envoie Paul Marion en représentant.

## La Commission gouvernementale
Une commission gouvernementale, dirigée par Fernand de Brinon, est proclamée le 6 septembre 1944. 
Le 7 septembre, devant la progression alliée, Pétain et Laval, suivis par une partie du régime de Vichy, sont amenés au château de Sigmaringen (province de Hohenzollern) en Allemagne, où ils arrivent le 8 septembre.
Un millier de collaborateurs du régime de Vichy et quelques centaines de membres de la Milice française constituent une enclave française dans la ville allemande. 
La Commission gouvernementale tient une illusion de gouvernement et d'État avec drapeaux, fanfares, radios, journaux, et timbres, jusqu'en avril 1945. Pétain demande aux Allemands de retirer le drapeau français hissé sur le château. 
Pétain refuse d’exercer ses fonctions et de participer aux activités de la commission gouvernementale présidée par Fernand de Brinon. Il se cloître dans ses appartements du château princier, tout en préparant sa future défense à l'aide de son médecin et proche conseiller, Bernard Ménétrel. Irrité par le refus de Pétain de coopérer dans son "gouvernement", Brinon, avec la complicité des officiers Allemands, fit arrêter Ménétrel et l'éloigna de Pétain en l'assignant à résidence dans une localité proche : Brinon escomptait que Pétain allait finir par réviser sa position, dans l'espoir de faire revenir son médecin et confident. Cette tactique échouera et Pétain s'isolera davantage.

### Membres
- Fernand de Brinon, président[18]
- Joseph Darnand, secrétaire d'État à l'Intérieur[18]
- Jean Luchaire, commissaire à l'Information[18]
- Eugène Bridoux, commissaire aux prisonniers de guerre français[18]
- Marcel Déat, ministre du Travail[18]

## Activités

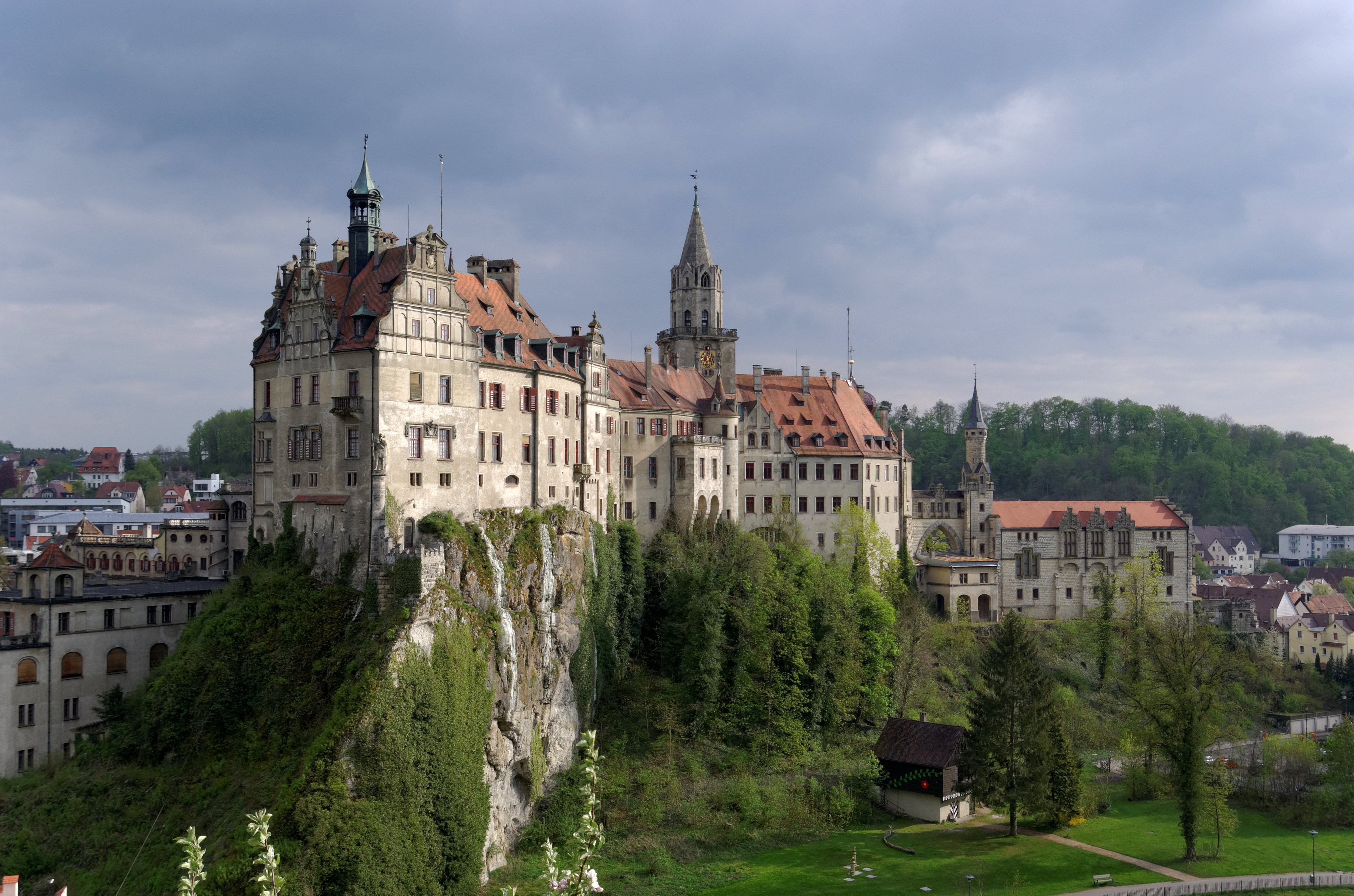
Le château de Sigmaringen.

Jean Luchaire, commissaire à l'information, crée le 26 octobre 1944 le quotidien La France, destiné au lectorat des exilés et qui paraît jusqu'au 13 mars 1945. Cette publication est utilisée par la Commission comme journal officiel. 
Joseph Darnand, peu à l'aise dans ce contexte, retourne vite sur le terrain et participe aux combats en Italie, durant lesquels il est capturé. Eugène Bridoux ne participe que rarement à la commission. Marcel Déat est le seul membre de la commission à revendiquer le titre de « ministre » : il publie différents décrets dans La France, divise son cabinet en plusieurs directions et revendique la responsabilité du sort des travailleurs du STO et des prisonniers français en Allemagne.
Jacques Doriot fonde, de son côté, un « Comité de libération française » le 8 janvier 1945, peu avant de trouver la mort, mitraillé par un avion britannique, quelques semaines avant la fin du « gouvernement de Sigmaringen ».
Pétain, sa suite et ses ministres, quoique « en grève », logent dans le château de Sigmaringen. Tous les autres sont logés dans les deux hôtels de la ville, le Bären et le Löwen. Le Bären, qui existe encore aujourd'hui, accueille les journalistes peu connus ou les petits fonctionnaires ; l'acteur Robert Le Vigan et l'écrivain Lucien Rebatet y ont également dormi. Louis-Ferdinand Céline, qui est également à Sigmaringen à ce moment-là avec sa femme, Lucette Destouches, a tiré un roman autobiographique de cette période, D'un château l'autre. 
En février 1945, les victoires du général de Lattre déclenchent un vent de panique à Sigmaringen : les exilés de Vichy commencent à organiser leur fuite, avec un empressement proportionné à l'avancée des Alliés.

## La fin

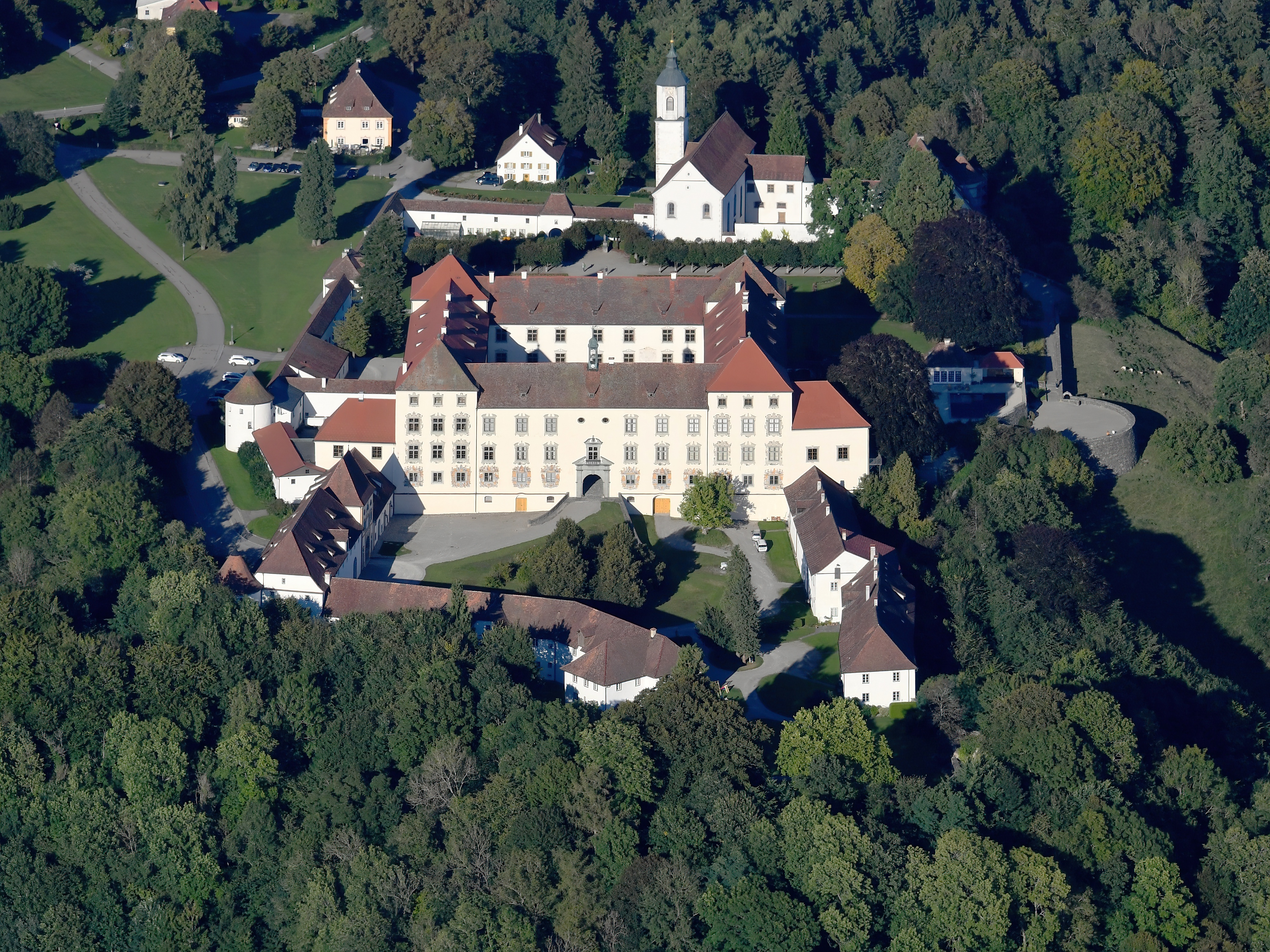
Vue aérienne du château de Zeil de l'ouest

Le 21 avril, le 1er corps d'armée français du général Béthouart est à Donaueschingen, à 60 km de Sigmaringen. Le général de Lattre lui a ordonné de prendre la ville au plus vite,.  
Les Allemands évacuent à l'aube Pétain, son épouse et plusieurs de ses proches collaborateurs en direction de Wangen, à l'est du lac de Constance. Ils remontent ensuite une trentaine de kilomètres au nord-est au château de Zeil (de) jusqu'à Leutkirch im Allgäu, qui est bondé. On trouve seulement trois chambres, pour le couple Pétain, l'amiral Bléhaut et le général Debeney, grand mutilé de guerre, le reste des accompagnateurs doit s'entasser dans une autre pièce, dormant sur des matelas à même le sol. 
Le 22 avril, au matin, la 1re division blindée française (divisée en trois groupes pour l'opération : le groupe de Rozoi, le groupe de Vallin et le groupe de Doré) reçoit l'ordre de prendre d'assaut Sigmaringen, appuyée par une compagnie de zouaves de l'ex-Armée d'Afrique, ainsi que par une batterie d'artillerie et une section du génie. Les troupes françaises, commandées par Charles Vallin, ne doivent affronter qu'une très faible résistance de la part des Allemands et de certains ex-miliciens. 
La ville de Zeil est bombardée par les avions alliés et le soir, les Allemands informent Pétain qu'ils doivent repartir en direction de Brégence. Mais il choisit d'attendre les Alliés et refuse de quitter sa chambre. 
Un responsable allemand lui propose alors de l'amener à la frontière suisse, ce que Pétain accepte. Le Conseil fédéral donne son accord à la venue du maréchal français en Suisse. 
Le 23 avril, Pétain, son épouse et une suite d'une dizaine de personnes quittent Ziel et prennent la route vers la Suisse mais ne peuvent franchir de nuit la frontière. Ils s'arrêtent dans un hôtel à une dizaine de kilomètres de celle-ci.
Le même jour, les troupes du GPRF entrent dans Sigmaringen. La Commission cesse d'exister. 
Le 24 avril, Pétain entre en Suisse et demande à regagner la France : il est remis aux autorités françaises le 26 avril à Vallorbe. Laval voit sa demande d'asile temporaire en Suisse refusée et s’exile en Espagne. 
À la fin de la guerre, trois des cinq membres de la Commission sont arrêtés, jugés et fusillés : 
- Fernand de Brinon se réfugie dans un hôtel près d'Innsbruck. Arrêté par les troupes américaines, il est remis aux autorités françaises et transféré à Paris en mai 1945. Condamné à mort en mars 1947, il est exécuté le 7 avril à la prison de Fresnes[28], sa grâce ayant été refusée par le président de la République nouvellement élu, Vincent Auriol.
- Jean Luchaire, réfugié à Merano dans les Alpes italiennes, se rend à la police militaire américaine lors de l'occupation de la ville, mais est laissé libre. Il est identifié un peu plus tard par des agents français de la sécurité militaire américaine[29]. Il est alors incarcéré à Milan pendant un mois et demi, puis transféré en France à la prison de Fresnes en juillet 1945. Après avoir cherché à retarder son procès, il est condamné à mort le 23 janvier 1946 et fusillé le 22 février 1946 au fort de Montrouge[30], sa grâce ayant été refusée.
- Joseph Darnand est condamné à mort le 3 octobre 1945 et fusillé au fort de Châtillon, le 10 octobre 1945. Il avait écrit au général de Gaulle non pour demander sa grâce, mais celle de ses hommes de la Milice[30].

Deux membres parviendront à s'enfuir et mourront en exil : 
- Eugène Bridoux est arrêté par les troupes américaines en mai 1945. Ramené en France, il est interné au fort de Montrouge[31]. Transféré pour raison de santé à l'hôpital du Val-de-Grâce à Paris, il s'en échappe[31] et s'enfuit en Espagne où il meurt en 1955. Il avait été condamné à mort par la Haute cour de justice en 1948[31].
- Marcel Déat, aidé par des ecclésiastiques italiens[31], se cache avec son épouse dans la montagne italienne, puis à Gênes et enfin à Turin[31] où il meurt en 1955. Il avait été condamné à mort par contumace en juin 1945.

## Autres exilés
Quelques noms :
- Abel Bonnard
- Maud de Belleroche
- Jean Bichelonne
- Simon Sabiani
- Victor Barthélemy
- Lucien Rebatet
- Jacques de Lesdain
- Robert Le Vigan
- Corinne Luchaire
- Louis-Ferdinand Céline
- Lucette Destouches
- Roland Gaucher
- Bernard Ménétrel
- Georges Oltramare

## Filmographie
- Sigmaringen, l'ultime trahison, documentaire de Rachel Kahn et Laurent Perrin, 1996, 56 min (VHS)[32].
- Les Ténèbres : terminus Sigmaringen (Die Finsternis, Allemagne, 2005), documentaire de Thomas Tielsch d'après le roman de Louis-Ferdinand Céline, K-Films, 2006, 82 min (DVD).
- Sigmaringen, le dernier refuge, documentaire-fiction de Serge Moati, Arte France, 2015, 78 min